# 2014 FIFAワールドカップ・アジア4次予選
- 2014 FIFAワールドカップ > 2014 FIFAワールドカップ・予選 > 2014 FIFAワールドカップ・アジア予選 > 2014 FIFAワールドカップ・アジア4次予選

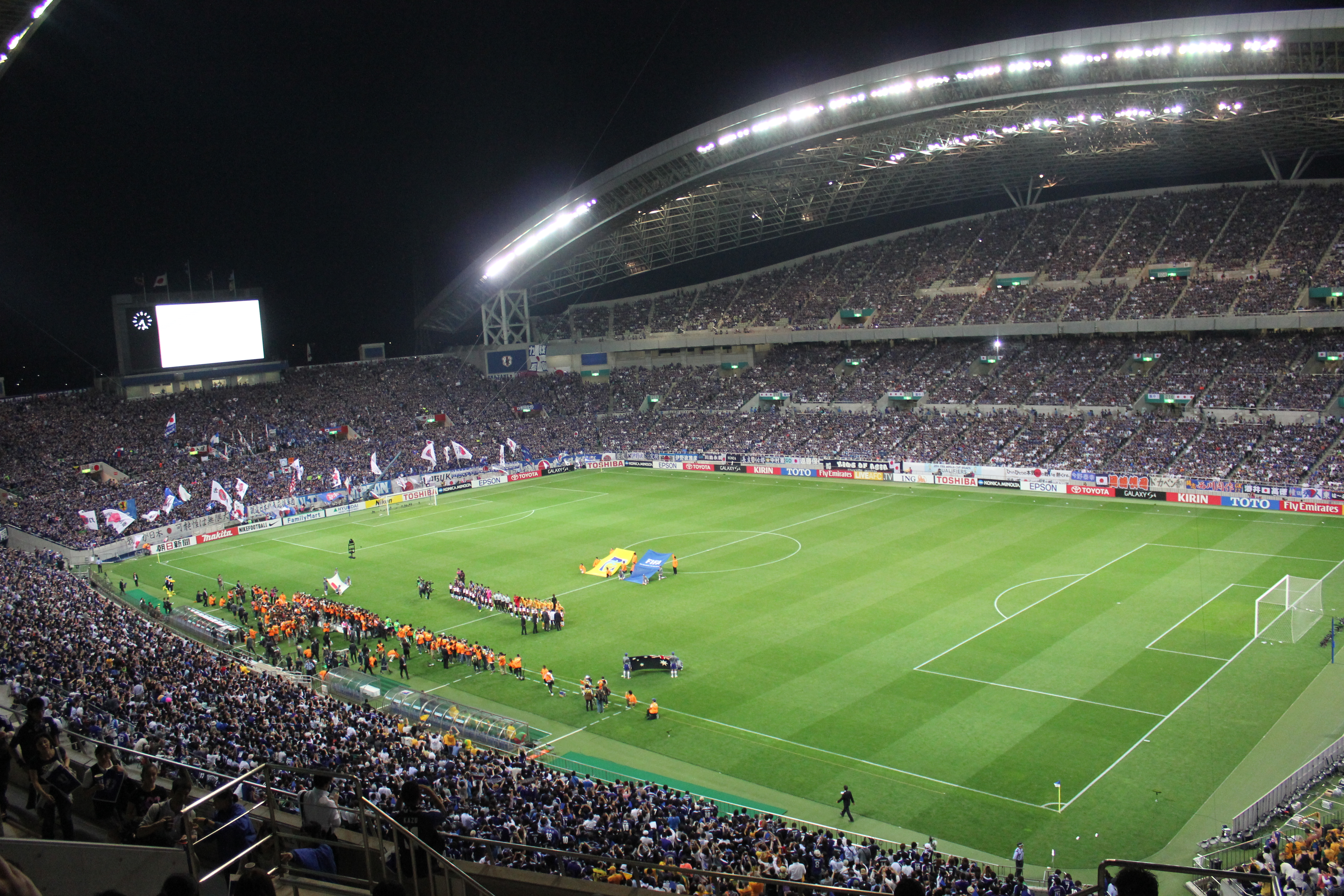
日本対オーストラリアの選手入場後の様子（2013年6月4日、埼玉スタジアム2002）

このページは、2014 FIFAワールドカップ・アジア予選の4次予選の結果をまとめたものである。グループAからはイランと韓国が、グループBからは日本とオーストラリアが、それぞれワールドカップ本大会出場を決めた。またウズベキスタンとヨルダンがアジア地区プレーオフに進出した。

## 方式
3次予選の各組上位2チーム、計10チームを5チームずつ2組に分け、各組でホーム・アンド・アウェーの総当たり戦を行う。各組上位2チームが本大会出場権を得る。各組3位は5次予選（アジア地区プレーオフ）に進出する。
2012年6月3日・6月8日・6月12日・9月11日・10月16日・11月14日および、2013年3月26日・6月4日・6月11日・6月18日に実施された（各チーム8試合。毎節とも、各グループ1チームずつが試合を行わない）。なお、この最終節の日程はFIFAコンフェデレーションズカップ2013の日程と重複するという問題があり、これに対しアジアサッカー連盟は2011年3月23日、「FIFAコンフェデレーションズカップ2013に出場する日本が4次予選に進出した場合、最終節に日本の試合が行われないように日程を割り当てる」という措置を取ることを発表した。

## シード順
組み合わせ抽選会は2012年3月9日の日本時間午後5時からマレーシア・クアラルンプールのAFC本部で開始された。抽選会はアジアサッカー連盟(AFC)公式HP上で生中継され、264,959人が視聴した。日本ではCSテレ朝チャンネルで生中継された。抽選を引き当てるドロワ代表として元日本代表CB宮本恒靖、元イラン代表MFマハダヴィキアが登場した。
シード順については、抽選会時点の2012年3月7日のFIFAランキングに基づいてシード順が定められた。
組み合わせ抽選の手順は以下の通り。
- 10チームをシード順により2チームずつ5組に分け、それぞれA組とB組に割り振る。
- 抽選はポット2→ポット5→ポット4→ポット3→ポット1（番号が小さいものから順にランキング上位）の順に行う。ポット2を最初に抽選するのは、ポット2に入った日本が上述の理由によりA組5番かB組5番（最終節に試合がない）に入れる必要があり、それを先に固定するためである。

シード順およびポット分けは2012年3月7日発表のFIFAランキングに基づいており以下の通り。カッコ内の数はシード順の決定に用いたFIFAランキングである。
| ポット1                     | ポット2             | ポット3                       | ポット4                   | ポット5                    |
| --------------------------- | ------------------- | ----------------------------- | ------------------------- | -------------------------- |
| オーストラリア(20) 韓国(30) | 日本(33) イラン(51) | ウズベキスタン(67) イラク(76) | ヨルダン(83) カタール(88) | オマーン(92) レバノン(124) |

## 最終予選の展開

### グループ A
イラン、韓国、ウズベキスタンが直接出場権の2チームを争う三つ巴の展開となった。イランは序盤、アウェーでレバノンに、ホームでウズベキスタンに敗れるなど、出場圏外の3位と苦戦が続いたが、最後は1-0で韓国を下し、逆転で首位突破を決めた。韓国は最終戦でイランに敗れたことで同日にカタールを下したウズベキスタンに勝ち点で追いつかれたが、得失点差でわずかに「1」上回り、辛くも本大会出場権を獲得した。3次予選を首位通過したウズベキスタンは中盤まで首位を守ったが、韓国との直接対決に勝てなかったことが響き、惜しくも初出場を決めることはできず、AFCプレーオフに回ることになった。韓国ホームの試合はオウンゴールが決勝点となる不運な形であった。3次予選で韓国から大金星を挙げたレバノン、AFCアジアカップ2011ベスト8のカタールは勝ち点を積むことができず、出場権争いに加わることができなかった。

### グループ B
3次予選で不調だった日本が開幕から首位を独走。ホームでの2連戦をいずれも完勝で飾ると、オーストラリアにアウェーで引き分けたものの、その後も勝利が続いた。4勝1分で迎えたヨルダン戦で最終予選初黒星を喫したが、2013年6月4日、ホームでオーストラリアと引き分け、開催国のブラジルを除いて世界最速で5大会連続の出場が決定した。後半ロスタイムで同点に追いつく劇的な展開であった。最終戦も勝利、開幕から一度も首位を譲ることなく最終予選を終えた。オーストラリアは終始低調で、日本が出場を決めた第8節時点でわずか1勝、直接出場権圏外の3位に沈んでいたが、第9節のヨルダン戦、第10節のイラク戦に連勝し、一気に2位に浮上。最終的に3勝4分1敗・勝ち点13であった。ヨルダンはホームで日本やオーストラリアに勝利するなど強さを見せ、第7節時点で2勝1分3敗ながら2位につけた。しかし、アウェーでの極端な弱さが目立ち、日本には0-6、オーストラリアには0-4で敗れるなど全敗。最終的にB組3位で5次予選に回った。オマーンはオーストラリアに2つ引き分けるなど健闘を見せ、第8節時点で2位に位置したが、オーストラリアに逆転され、最終戦のヨルダン戦で引き分け以上であればプレーオフに進めたが、0-1で敗れ4次予選での敗退が決まった。

## 試合結果

### グループ A
| 順 | チーム         | 試 | 勝 | 分 | 敗 | 得 | 失 | 差 | 点 | 出場権                  |     |     |     |     |     |     |
| -- | -------------- | -- | -- | -- | -- | -- | -- | -- | -- | ----------------------- | --- | --- | --- | --- | --- | --- |
| 1  | イラン         | 8  | 5  | 1  | 2  | 8  | 2  | +6 | 16 | 2014 FIFAワールドカップ |     | —   | 1–0 | 0–1 | 0–0 | 4–0 |
| 2  | 韓国           | 8  | 4  | 2  | 2  | 13 | 7  | +6 | 14 | 2014 FIFAワールドカップ |     | 0–1 | —   | 1–0 | 2–1 | 3–0 |
| 3  | ウズベキスタン | 8  | 4  | 2  | 2  | 11 | 6  | +5 | 14 | アジア5次予選           |     | 0–1 | 2–2 | —   | 5–1 | 1–0 |
| 4  | カタール       | 8  | 2  | 1  | 5  | 5  | 13 | −8 | 7  |                         |     | 0–1 | 1–4 | 0–1 | —   | 1–0 |
| 5  | レバノン       | 8  | 1  | 2  | 5  | 3  | 12 | −9 | 5  |                         | 1–0 | 1–1 | 1–1 | 0–1 | —   |     |

| 2012年6月3日 19:00 (UTC+5) |

| ウズベキスタン | 0 - 1    | イラン              |
|                | レポート | ハラトバリー 90+4分 |

| JARスタジアム（タシュケント） 観客数: 9,000人 主審: 西村雄一 |

| 2012年6月3日 20:30 (UTC+3) |

| レバノン | 0 - 1    | カタール      |
|          | レポート | キンタナ 64分 |

| カミール・シャムーン・スポーツ・シティ・スタジアム（ベイルート） 観客数: 40,000人 主審: ナワフ・シュクララ |

| 2012年6月8日 16:00 (UTC+3) |

| レバノン              | 1 - 1    | ウズベキスタン |
| アッ＝サアディー 34分 | レポート | ハサノフ 12分  |

| カミール・シャムーン・スポーツ・シティ・スタジアム（ベイルート） 観客数: 15,000人 主審: アブドゥッラー・アル・ヒラリ |

| 2012年6月8日 19:15 (UTC+3) |

| カタール    | 1 - 4    | 韓国                                          |
| アリー 22分 | レポート | 李根鎬 26分, 80分 · 郭泰輝 55分 · 金信煜 64分 |

| ジャシム・ビン・ハマド・スタジアム（ドーハ） 観客数: 10,730人 主審: アリ・アル・バドワウィ |

| 2012年6月12日 20:00 (UTC+9) |

| 韓国                            | 3 - 0    | レバノン |
| 金甫炅 30分, 48分 · 具滋哲 90分 | レポート |          |

| 高陽総合運動場（高陽） 観客数: 36,756人 主審: 當麻政明 |

| 2012年6月12日 20:00 (UTC+4:30) |

| イラン | 0 - 0    | カタール |
|        | レポート |          |

| アザディ・スタジアム（テヘラン） 観客数: 100,000人 主審: ピーター・グリーン |

| 2012年9月11日 18:00 (UTC+5) |

| ウズベキスタン                         | 2 - 2    | 韓国                                     |
| 奇誠庸 13分 (o.g.) · トゥルスノフ 59分 | レポート | フィリポシャン 43分 (o.g.) · 李東国 57分 |

| パフタコール・マルカジイ・スタジアム（タシケント） 観客数: 33,000人 主審: ベンジャミン・ウィリアムス |

| 2012年9月11日 17:00 (UTC+3) |

| レバノン      | 1 - 0    | イラン |
| アンタル 28分 | レポート |        |

| カミール・シャムーン・スポーツ・シティ・スタジアム（ベイルート） 観客数: 14,000人 主審: 譚海 |

| 2012年10月16日 15:25 (UTC+3) |

| カタール | 0 - 1    | ウズベキスタン    |
|          | レポート | トゥルスノフ 13分 |

| ジャシム・ビン・ハマド・スタジアム（ドーハ） 観客数: 11,260人 主審: 譚海 |

| 2012年10月16日 20:00 (UTC+3:30) |

| イラン            | 1 - 0    | 韓国 |
| ネクーナーム 75分 | レポート |      |

| アザディ・スタジアム（テヘラン） 観客数: 99,885人 主審: マリク・アブドゥル・バシール |

| 2012年11月14日 17:45 (UTC+3) |

| カタール      | 1 - 0    | レバノン |
| キンタナ 75分 | レポート |          |

| ジャシム・ビン・ハマド・スタジアム（ドーハ） 観客数: 12,870人 主審: ハリル・アル・ガムディ |

| 2012年11月14日 20:00 (UTC+3:30) |

| イラン | 0 - 1    | ウズベキスタン |
|        | レポート | バカエフ 71分  |

| アザディ・スタジアム（テヘラン） 観客数: 43,700人 主審: アリ・アル・バドワウィ |

| 2013年3月26日 20:00 (UTC+9) |

| 韓国                        | 2 - 1    | カタール        |
| 李根鎬 60分 · 孫興民 90+6分 | レポート | イブラヒム 63分 |

| ソウルワールドカップ競技場（ソウル） 観客数: 37,222人 主審: 西村雄一 |

| 2013年3月26日 18:00 (UTC+5) |

| ウズベキスタン  | 1 - 0    | レバノン |
| ジェパロフ 63分 | レポート |          |

| ブニョドコル・スタジアム（タシュケント） 観客数: 31,197人 主審: マリク・アブドゥル・バシール |

| 2013年6月4日 19:15 (UTC+3) |

| カタール | 0 - 1    | イラン                    |
|          | レポート | グーチャンネジャード 66分 |

| ジャシム・ビン・ハマド・スタジアム（ドーハ） 観客数: 11,872人 主審: マリク・アブドゥル・バシール |

| 2013年6月4日 20:30 (UTC+3) |

| レバノン          | 1 - 1    | 韓国          |
| マアトゥーク 12分 | レポート | 金致佑 90+7分 |

| カミール・シャムーン・スポーツ・シティ・スタジアム（ベイルート） 観客数: 8,430人 主審: ベンジャミン・ウィリアムス |

| 2013年6月11日 20:00 (UTC+9) |

| 韓国                       | 1 - 0    | ウズベキスタン |
| ショラフメドフ 42分 (o.g.) | レポート |                |

| ソウルワールドカップ競技場（ソウル） 観客数: 50,699人 主審: 東城穣 |

| 2013年6月11日 20:00 (UTC+4:30) |

| イラン                                                                    | 4 - 0    | レバノン |
| ハラトバリー 39分 · ネクーナーム 45+1分, 86分 · グーチャンネジャード 46分 | レポート |          |

| アザディ・スタジアム（テヘラン） 観客数: 91,300人 主審: 當麻政明 |

| 2013年6月18日 21:00 (UTC+9) |

| 韓国 | 0 - 1    | イラン                    |
|      | レポート | グーチャンネジャード 60分 |

| 蔚山文殊サッカー競技場（蔚山） 観客数: 42,243人 主審: 譚海 |

| 2013年6月18日 17:00 (UTC+5) |

| ウズベキスタン                                                              | 5 - 1    | カタール        |
| ナシモフ 60分, 74分 · ザテーエフ 72分 · アフメドフ 87分 · バカイェフ 90+1分 | レポート | イルヤース 37分 |

| ブニョドコル・スタジアム（タシュケント） 観客数: 34,000人 主審: ピーター・グリーン |

### グループ B
| 順 | チーム         | 試 | 勝 | 分 | 敗 | 得 | 失 | 差  | 点 | 出場権                  |     |     |     |     |     |     |
| -- | -------------- | -- | -- | -- | -- | -- | -- | --- | -- | ----------------------- | --- | --- | --- | --- | --- | --- |
| 1  | 日本           | 8  | 5  | 2  | 1  | 16 | 5  | +11 | 17 | 2014 FIFAワールドカップ |     | —   | 1–1 | 6–0 | 3–0 | 1–0 |
| 2  | オーストラリア | 8  | 3  | 4  | 1  | 12 | 7  | +5  | 13 | 2014 FIFAワールドカップ |     | 1–1 | —   | 4–0 | 2–2 | 1–0 |
| 3  | ヨルダン       | 8  | 3  | 1  | 4  | 7  | 16 | −9  | 10 | アジア5次予選           |     | 2–1 | 2–1 | —   | 1–0 | 1–1 |
| 4  | オマーン       | 8  | 2  | 3  | 3  | 7  | 10 | −3  | 9  |                         |     | 1–2 | 0–0 | 2–1 | —   | 1–0 |
| 5  | イラク         | 8  | 1  | 2  | 5  | 4  | 8  | −4  | 5  |                         | 0–1 | 1–2 | 1–0 | 1–1 | —   |     |

| 2012年6月3日 19:31 (UTC+9) |

| 日本                                          | 3 - 0    | オマーン |
| 本田圭佑 12分 · 前田遼一 51分 · 岡崎慎司 54分 | レポート |          |

| 埼玉スタジアム2002（さいたま） 観客数: 63,551人 主審: ラフシャン・イルマトフ |

| 2012年6月3日 19:00 (UTC+3) |

| ヨルダン      | 1 - 1    | イラク        |
| ハーイル 43分 | レポート | アクラム 14分 |

| アンマン国際スタジアム（アンマン） 観客数: 13,000人 主審: ヴァレンティン・コヴァレンコ |

| 2012年6月8日 19:32 (UTC+9) |

| 日本                                                                             | 6 - 0    | ヨルダン |
| 前田遼一 18分 · 本田圭佑 21分, 30分, 53分 (pen.) · 香川真司 35分 · 栗原勇蔵 89分 | レポート |          |

| 埼玉スタジアム2002（さいたま） 観客数: 60,874人 主審: 金東進 |

| 2012年6月8日 17:00 (UTC+4) |

| オマーン | 0 - 0    | オーストラリア |
|          | レポート |                |

| スルタン・カーブース・スポーツコンプレックス（マスカット） 観客数: 11,000人 主審: アリーレザー・ファガーニー |

| 2012年6月12日 20:00 (UTC+10) |

| オーストラリア             | 1 - 1    | 日本          |
| ウィルクシャー 70分 (pen.) | レポート | 栗原勇蔵 65分 |

| ブリスベン・スタジアム（ブリスベン） 観客数: 40,189人 主審: ハリル・アル・ガムディ |

| 2012年6月12日 17:45 (UTC+3) |

| イラク          | 1 - 1    | オマーン             |
| マフムード 37分 | レポート | アル＝バルーシー 8分 |

| グランド・ハマド・スタジアム（カタール・ドーハ） 観客数: 1,650人 主審: アブドゥルラフマン・アブドゥ |

| 2012年9月11日 19:34 (UTC+9) |

| 日本          | 1 - 0    | イラク |
| 前田遼一 25分 | レポート |        |

| 埼玉スタジアム2002（さいたま） 観客数: 60,593人 主審: マリク・アブドゥル・バシール |

| 2012年9月11日 19:00 (UTC+3) |

| ヨルダン                                                     | 2 - 1    | オーストラリア  |
| アブドゥルファッターハ 48分 (pen.) · アーメル・ディーブ 75分 | レポート | トンプソン 85分 |

| キング・アブドゥッラー・スタジアム（アンマン） 観客数: 16,000人 主審: アブドゥッラー・バリデー |

| 2012年10月16日 17:00 (UTC+4) |

| オマーン                              | 2 - 1    | ヨルダン      |
| ムバーラク 62分 · ダルウィーシュ 87分 | レポート | バワーブ 90分 |

| スルタン・カーブース・スポーツコンプレックス（マスカット） 観客数: 26,500人 主審: ナワフ・シュクララ |

| 2012年10月16日 17:15 (UTC+3) |

| イラク                | 1 - 2    | オーストラリア                  |
| アブドゥッザフラ 72分 | レポート | ケーヒル 80分 · トンプソン 84分 |

| グランド・ハマド・スタジアム（カタール・ドーハ） 観客数: 2,183人 主審: 李泯厚 |

| 2012年11月14日 15:30 (UTC+4) |

| オマーン        | 1 - 2    | 日本                          |
| ムバーラク 77分 | レポート | 清武弘嗣 20分 · 岡崎慎司 89分 |

| スルタン・カーブース・スポーツコンプレックス（マスカット） 観客数: 28,360人 主審: アブドゥッラー・バリデー |

| 2012年11月14日 16:00 (UTC+3) |

| イラク        | 1 - 0    | ヨルダン |
| アフマド 86分 | レポート |          |

| グランド・ハマド・スタジアム（カタール・ドーハ） 観客数: 1,755人 主審: 譚海 |

| 2013年3月26日 19:30 (UTC+11) |

| オーストラリア                | 2 - 2    | オマーン                                          |
| ケーヒル 52分 · ホルマン 85分 | レポート | アル＝ムクバーリー 6分 · ジェディナク 49分 (o.g.) |

| スタジアム・オーストラリア（シドニー） 観客数: 34,603人 主審: ラフシャン・イルマトフ |

| 2013年3月26日 17:00 (UTC+3) |

| ヨルダン                          | 2 - 1    | 日本          |
| アティーヤ 45+1分 · ハーイル 60分 | レポート | 香川真司 69分 |

| キング・アブドゥッラー・スタジアム（アンマン） 観客数: 18,000人 主審: アリーレザー・ファガーニー |

| 2013年6月4日 19:34 (UTC+9) |

| 日本                   | 1 - 1    | オーストラリア |
| 本田圭佑 90+1分 (pen.) | レポート | オアー 82分    |

| 埼玉スタジアム2002（さいたま） 観客数: 62,172人 主審: ナワフ・シュクララ |

| 2013年6月4日 17:00 (UTC+4) |

| オマーン              | 1 - 0    | イラク |
| アル・アジミー 45+3分 | レポート |        |

| スルタン・カーブース・スポーツコンプレックス（マスカット） 観客数: 18,300人 主審: 金東進 |

| 2013年6月11日 19:00 (UTC+10) |

| オーストラリア                                                  | 4 - 0    | ヨルダン |
| ブレシアーノ 15分 · ケーヒル 61分 · クルーズ 76分 · ニール 84分 | レポート |          |

| ドックランズ・スタジアム（メルボルン） 観客数: 43,785人 主審: マリク・アブドゥル・バシール |

| 2013年6月11日 17:30 (UTC+3) |

| イラク | 0 - 1    | 日本          |
|        | レポート | 岡崎慎司 89分 |

| グランド・ハマド・スタジアム（カタール・ドーハ） 観客数: 1,100人 主審: ヴァレンティン・コヴァレンコ |

| 2013年6月18日 19:30 (UTC+10) |

| オーストラリア | 1 - 0    | イラク |
| ケネディ 83分  | レポート |        |

| スタジアム・オーストラリア（シドニー） 観客数: 80,524人 主審: アリーレザー・ファガーニー |

| 2013年6月18日 19:00 (UTC+3) |

| ヨルダン      | 1 - 0    | オマーン |
| ハーイル 57分 | レポート |          |

| アンマン国際スタジアム（アンマン） 観客数: 14,000人 主審: ヴァレンティン・コヴァレンコ |

## トピックス
- 2013年6月18日の韓国対イラン戦で、イラン側スタッフに対して韓国側観客席から未開封の缶ビールが投げつけられる[41]など双方がエキサイトする場面があった。試合終了後、イランのケイロス監督は韓国チーム側にガッツポーズをするパフォーマンスをし、FIFAから処分された[42]。